# Nastro d'argento al millor director de càsting
El Nastro d'argento (Cinta de plata) és un premi cinematogràfic concedit anyalment, des de 1946, pel Sindicat Nacional de Periodistes Cinematogràfics Italians (Sindacato Nazionale dei Giornalisti Cinematografici Italiani) l'associació italiana de crítics de cinema. Aquesta és la llista dels guanyadors del Nastro d'argento a la millor director de càsting, concedit des de 2014.

## Guanyadors
Els guanyadors estan indicats en negreta, seguits dels altres candidats.
- 2014: Pino Pellegrino - Allacciate le cinture
  - Francesca Borromeo - La mafia uccide solo d'estate
  - Francesca Borromeo i Gabriella Giannattasio - Smetto quando voglio
  - Barbara Giordani - Tutta colpa di Freud
  - Anna Maria Sambucco e Maurilio Mangano - Via Castellana Bandiera
- 2015: Francesco Vedovati - Il ragazzo invisibile i Maraviglioso Boccaccio
  - Elisabetta Boni - Il nome del figlio
  - Laura Muccino - Latin Lover
  - Annamaria Sambucco - Youth - La giovinezza (pel casting italià)
  - Paola Rota i Raffaele Di Florio - Il giovane favoloso
- 2018: Francesco Vedovati - Dogman